# Le Tremblay-sur-Mauldre
Pour les articles homonymes, voir Tremblay et Mauldre (homonymie).
Le Tremblay-sur-Mauldre est une commune française située dans le département des Yvelines, en région Île-de-France.

## Géographie

### Situation
Le territoire de la commune du Tremblay-sur-Mauldre, en pente vers le nord-est, s'étend sur le versant ouest de la vallée de la Mauldre au nord du massif forestier de Rambouillet, la rivière formant la limite est de la commune.
Ce territoire est majoritairement rural, à 80 %, avec des parties boisées vers le sud. Il englobe dans sa partie nord une partie du parc du château de Pontchartrain. L'habitat est groupé dans le bourg qui jouxte le château du Tremblay.

### Communes limitrophes
| Neauphle-le-Vieux    |                         | Jouars-Pontchartrain |
|                      | Le Tremblay-sur-Mauldre |                      |
| Bazoches-sur-Guyonne | Saint-Rémy-l'Honoré     |                      |

### Hydrographie
- La Mauldre marque la limite est de la commune[1].

### Transports et voies de communications

#### Réseau routier

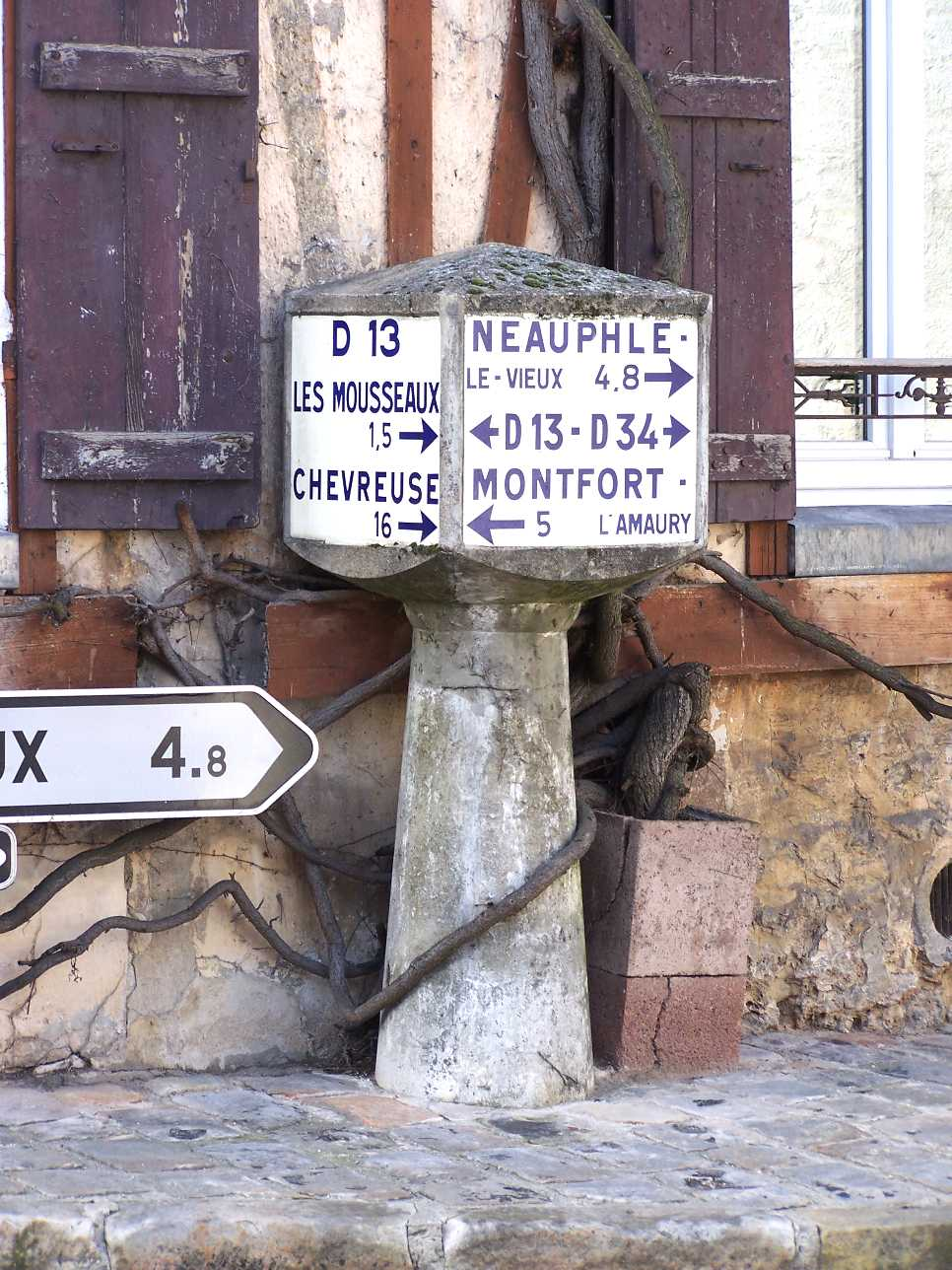
Les anciens panneaux directionnels.

La commune est desservie par la route départementale 34 d'orientation nord-sud et la route départementale 13 d'orientation est-ouest. La commune est traversée dans sa partie nord par la route nationale 12, voie express à 2x2 voies, sans échangeur local ainsi que par la route départementale 23 dite route de Bazoches à Montfort.

#### Desserte ferroviaire
La gare ferroviaire la plus proche est la gare de Villiers - Neauphle - Pontchartrain qui est situé à 5 km de la commune.

#### Bus
La commune est desservie par les lignes 5, 49, 61, 79, P et V du réseau de bus Centre et Sud Yvelines.

### Climat
Pour des articles plus généraux, voir Climat de l'Île-de-France et Climat des Yvelines.
En 2010, le climat de la commune est de type climat océanique dégradé des plaines du Centre et du Nord, selon une étude du CNRS s'appuyant sur une série de données couvrant la période 1971-2000. En 2020, Météo-France publie une typologie des climats de la France métropolitaine dans laquelle la commune est dans une zone de transition entre le climat océanique et le climat océanique altéré et est dans la région climatique Sud-ouest du bassin Parisien, caractérisée par une faible pluviométrie, notamment au printemps (120 à 150 mm) et un hiver froid (3,5 °C).
Pour la période 1971-2000, la température annuelle moyenne est de 11 °C, avec une amplitude thermique annuelle de 14,9 °C. Le cumul annuel moyen de précipitations est de 661 mm, avec 10,9 jours de précipitations en janvier et 7,8 jours en juillet. Pour la période 1991-2020, la température moyenne annuelle observée sur la station météorologique la plus proche, située sur la commune de Trappes à 9 km à vol d'oiseau, est de 11,6 °C et le cumul annuel moyen de précipitations est de 686,3 mm,. Pour l'avenir, les paramètres climatiques de la commune estimés pour 2050 selon différents scénarios d'émission de gaz à effet de serre sont consultables sur un site dédié publié par Météo-France en novembre 2022.

## Urbanisme

### Typologie
Au 1er janvier 2024, Le Tremblay-sur-Mauldre est catégorisée ceinture urbaine, selon la nouvelle grille communale de densité à sept niveaux définie par l'Insee en 2022.
Elle appartient à l'unité urbaine de Saint-Rémy-l'Honoré, une agglomération intra-départementale regroupant trois  communes, dont elle est une commune de la banlieue,,. Par ailleurs la commune fait partie de l'aire d'attraction de Paris, dont elle est une commune de la couronne,. Cette aire regroupe 1 929 communes,.

### Occupation des solssimplifiée
Le territoire de la commune se compose en 2017 de 81,44 % d'espaces agricoles, forestiers et naturels, 11,65 % d'espaces ouverts artificialisés et 6,91 % d'espaces construits artificialisés.

## Toponymie
En 1351 : Trambleium, Trambleyum. Avant la Révolution française : Tremblay ou Tremblay près Montfort.
Tremblay : De *trembletu-, ancienne forme masculine désignant un endroit planté de trembles, aujourd’hui une tremblaie, du latin tremulus. Le nom populus tremula est le nom savant du peuplier commun, couramment appelé "tremble" en raison du tremblement de ses feuilles au moindre souffle de vent.
La Mauldre est une petite rivière de 35,4 km de long, affluent de rive gauche de la Seine, qui coule dans le département des Yvelines.

## Histoire

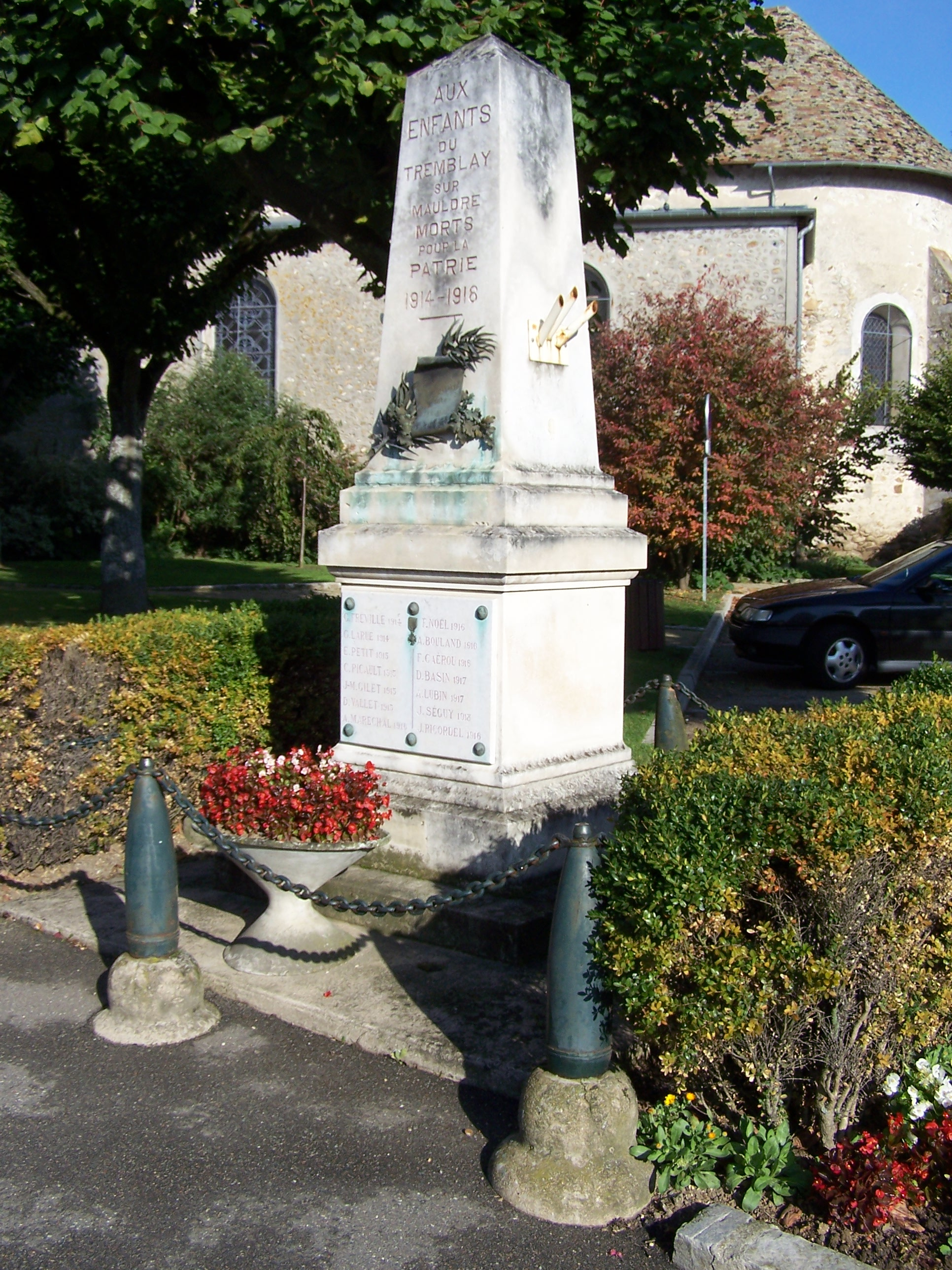
Le monument aux morts.

Le territoire du Tremblay-sur-Mauldre est tout d'abord connu par la présence de la ferme d'Ythe, autour de laquelle un site archéologique a été découvert et fouillé, notamment lors de la déviation de la RN 12 au niveau de Jouars-Pontchartrain.

## Politique et administration

### Liste des maires
| Période                                  | Période  | Identité          | Étiquette | Qualité |
| ---------------------------------------- | -------- | ----------------- | --------- | ------- |
| Les données manquantes sont à compléter. |          |                   |           |         |
| 2001                                     | 2020     | Joseph Le Foll    |           |         |
| 2020                                     | En cours | Françoise Chancel |           |         |

## Population et société

### Démographie

#### Évolution démographique
L'évolution du nombre d'habitants est connue à travers les recensements de la population effectués dans la commune depuis 1793. Pour les communes de moins de 10 000 habitants, une enquête de recensement portant sur toute la population est réalisée tous les cinq ans, les populations de référence des années intermédiaires étant quant à elles estimées par interpolation ou extrapolation. Pour la commune, le premier recensement exhaustif entrant dans le cadre du nouveau dispositif a été réalisé en 2004.

En 2022, la commune comptait 956 habitants, en évolution de +3,91 % par rapport à 2016 (Yvelines : +2,72 %, France hors Mayotte : +2,11 %).
| 1793 | 1800 | 1806 | 1821 | 1831 | 1836 | 1841 | 1846 | 1851 |
| ---- | ---- | ---- | ---- | ---- | ---- | ---- | ---- | ---- |
| 425  | 388  | 369  | 404  | 425  | 408  | 406  | 402  | 435  |

| 1856 | 1861 | 1866 | 1872 | 1876 | 1881 | 1886 | 1891 | 1896 |
| ---- | ---- | ---- | ---- | ---- | ---- | ---- | ---- | ---- |
| 424  | 413  | 385  | 359  | 360  | 352  | 344  | 330  | 293  |

| 1901 | 1906 | 1911 | 1921 | 1926 | 1931 | 1936 | 1946 | 1954 |
| ---- | ---- | ---- | ---- | ---- | ---- | ---- | ---- | ---- |
| 312  | 282  | 318  | 305  | 297  | 289  | 272  | 283  | 339  |

| 1962 | 1968 | 1975 | 1982 | 1990 | 1999 | 2004 | 2006 | 2009 |
| ---- | ---- | ---- | ---- | ---- | ---- | ---- | ---- | ---- |
| 355  | 353  | 476  | 625  | 668  | 813  | 956  | 931  | 958  |

| 2014 | 2019 | 2022 | - | - | - | - | - | - |
| ---- | ---- | ---- | - | - | - | - | - | - |
| 917  | 951  | 956  | - | - | - | - | - | - |

#### Pyramide des âges
La population de la commune est relativement jeune. En 2018, le taux de personnes d'un âge inférieur à 30 ans s'élève à 40,4 %, soit au-dessus de la moyenne départementale (38 %). À l'inverse, le taux de personnes d'âge supérieur à 60 ans est de 23,9 % la même année, alors qu'il est de 21,7 % au niveau départemental.
En 2018, la commune comptait 515 hommes pour 425 femmes, soit un taux de 54,79 % d'hommes, largement supérieur au taux départemental (48,68 %).
Les pyramides des âges de la commune et du département s'établissent comme suit.
| Hommes | Classe d’âge | Femmes |
| ------ | ------------ | ------ |
| 0,8    | 90 ou +      | 0,9    |
| 4,7    | 75-89 ans    | 6,9    |
| 15,2   | 60-74 ans    | 20,1   |
| 18,3   | 45-59 ans    | 23,9   |
| 12,1   | 30-44 ans    | 18,2   |
| 33,4   | 15-29 ans    | 16,3   |
| 15,4   | 0-14 ans     | 13,7   |

| Hommes | Classe d’âge | Femmes |
| ------ | ------------ | ------ |
| 0,6    | 90 ou +      | 1,4    |
| 6      | 75-89 ans    | 7,8    |
| 13,5   | 60-74 ans    | 14,8   |
| 20,7   | 45-59 ans    | 20,1   |
| 19,6   | 30-44 ans    | 19,9   |
| 18,5   | 15-29 ans    | 16,8   |
| 21,2   | 0-14 ans     | 19,2   |

### Enseignement
Enseignement primaire : la commune possède une école élémentaire publique (La Fermette).
Enseignement secondaire : il existe dans la commune trois établissements de d'enseignement et de formation professionnelle privés :
- le « centre horticole d'enseignement et de promotion » (CHEP) qui prépare les élèves aux diplômes du baccalauréat et du BTS dans les métiers du paysage et de l'environnement. Cet établissement, fondé en 1945, est un lycée d'horticulture, géré par une association régie par la loi de 1901, et fonctionne sous contrat avec le ministère de l'Agriculture, de la Pêche et de l'Alimentation[26].
- « un centre de formation d'apprentis des métiers du transport et de la logistique » (CFATL) qui dispense des formations en alternance (apprentissage et professionnalisation), du niveau CAP au baccalauréat. Ce centre est géré par le groupe AFT-IFTIM créé par les fédérations professionnelles des secteurs du transport et de la logistique[27].
- le « centre de formation d'apprentis de la navigation intérieure (CFANI)» qui dispense des formations par la voie de l'apprentissage du niveau CAP au baccalauréat dans le domaine de la navigation fluviale.

Ces trois établissements accueillaient 273 élèves internes en 1999, soit 25 % de la population totale de la commune.

### Sports
- La commune dispose d'un terrain destiné au football ainsi qu'une équipe. On peut également y trouver un club de tennis disposant de deux terrains juxtaposant le stade.
- Le domaine du château comprend l'un des terrains de golf les plus prisés du département des Yvelines, proposant un 9 trous compact et un 18 trous cheminant à travers la forêt du Tremblay-sur-Mauldre.

### Culture et tourisme
- La Saint-Gilles, fête communale du Tremblay-sur-Mauldre, a lieu tous les ans le premier week-end de septembre. À cette occasion, un bal populaire est organisé, généralement suivi d'un feu d'artifice ainsi que d'une retraite au flambeau à laquelle participent les habitants du village. Des manèges et attractions à destination des enfants sont installés. Le jour suivant se tient une brocante dont la taille augmente chaque année.

## Économie

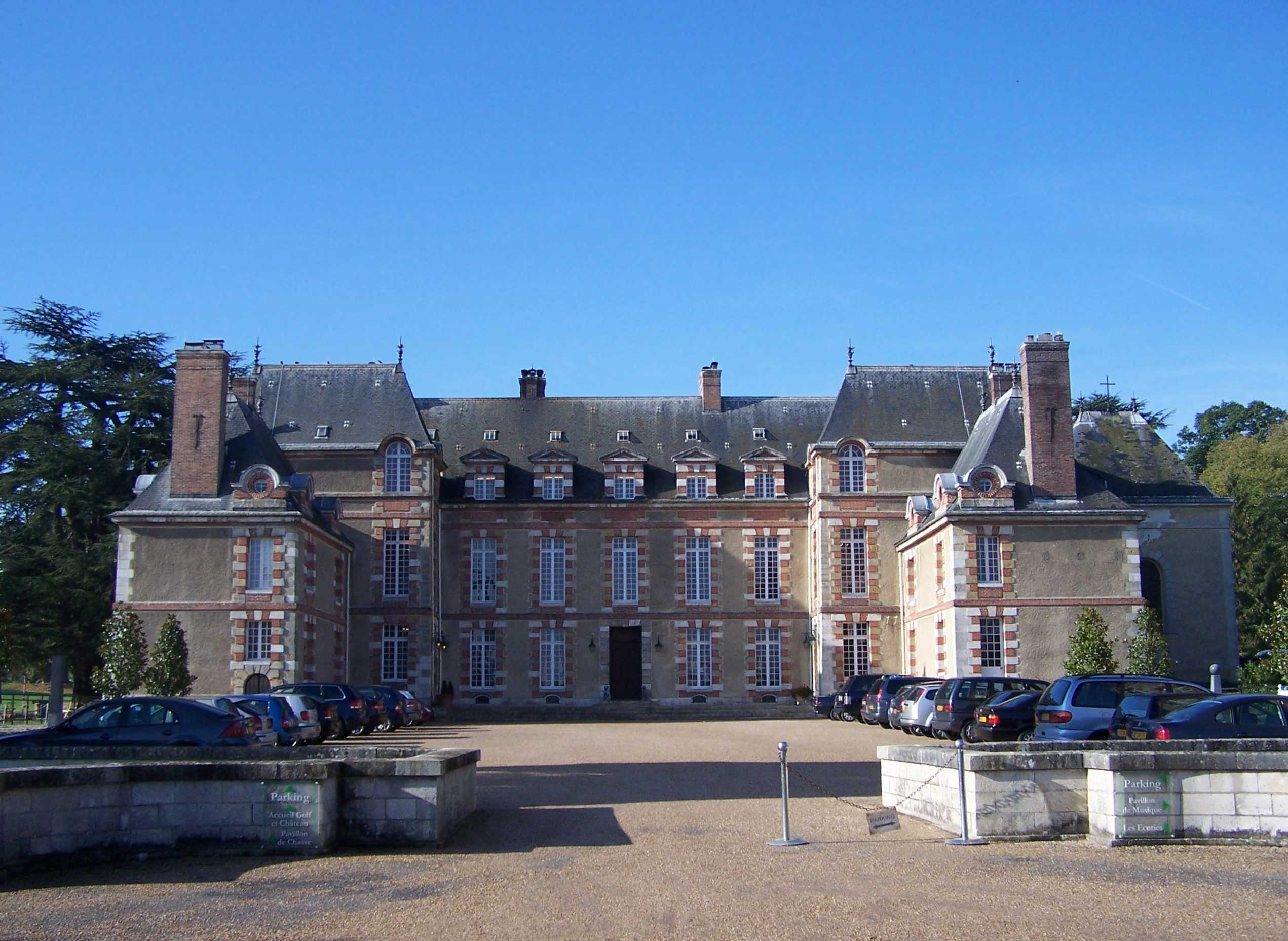
Le château du Tremblay.

- Commune résidentielle
- Agriculture
- Tourisme (golf)

## Culture locale et patrimoine

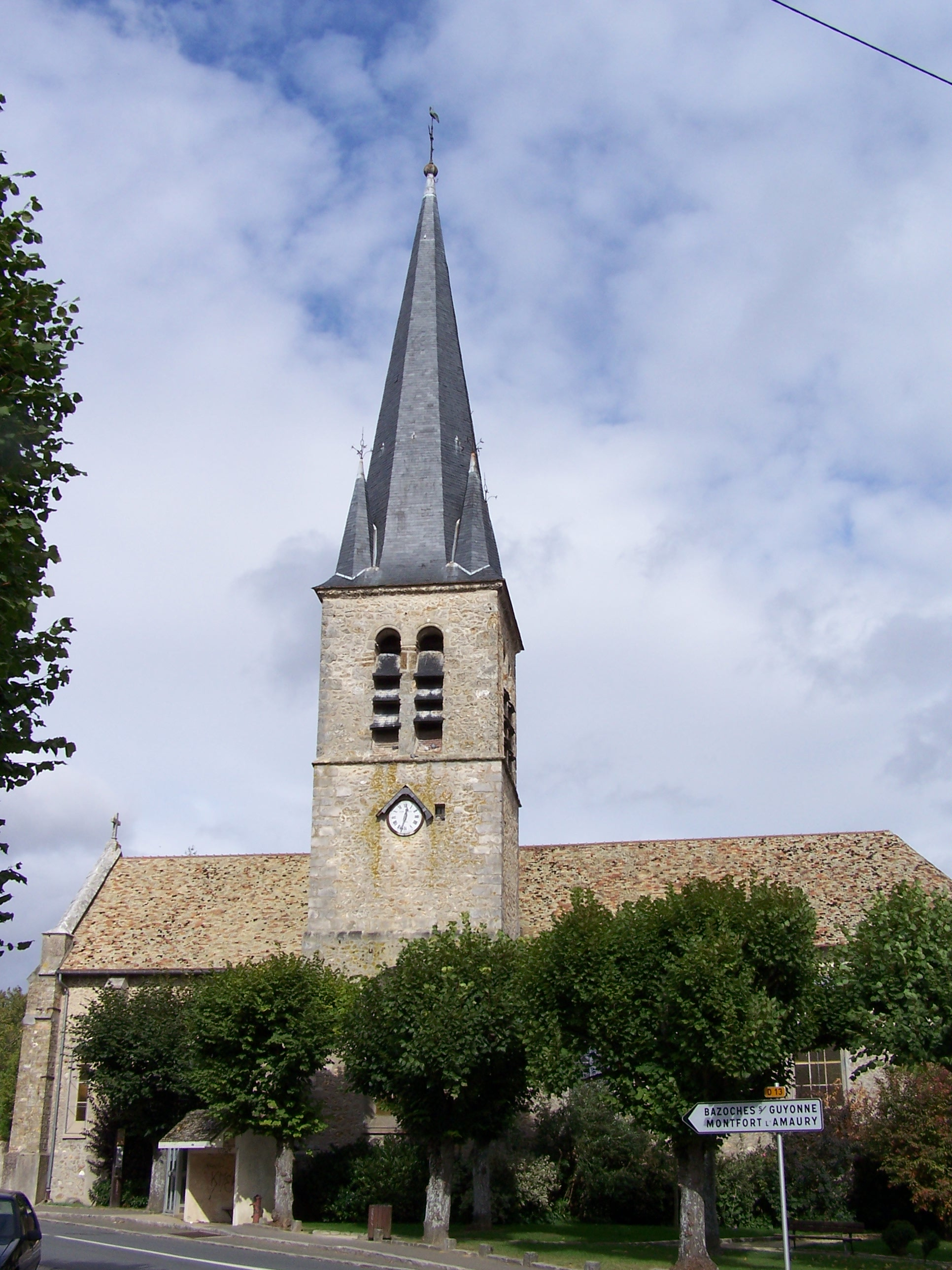
L'église Saint-Leu-et-Saint-Gilles.

### Lieux et monuments
- L'église Saint-Leu-Saint-Gilles, datant, à l'origine, du XIIIe siècle, et dont la nef a été reconstruite au XIXe siècle.
- Château du Tremblay-sur-Mauldre

Construit dans la première moitié du XVIIe siècle par François Mansart pour la famille Le Clerc du Tremblay, qui possédait la seigneurie du Tremblay depuis le XVe siècle. À cette famille appartenait alors François Le Clerc du Tremblay, moine capucin plus connu comme "Le Père Joseph", le plus proche conseiller du cardinal de Richelieu qui souhaitait en faire son successeur, mais lui survécut. Des Le Clerc du Tremblay, le château du Tremblay s'est transmis par successions aux familles d'Angennes, de Saint Georges de Vérac, puis de Rougé. Cette dernière famille le vend en 1910 au comte et à la comtesse Robert de Vogüé, née Lucie Sommier, qui le font restaurer. Les travaux effectués alors se situent dans la ligne de ceux menés quelques années auparavant, sur une échelle beaucoup plus vaste, par les parents de la comtesse, monsieur et madame Alfred Sommier, à Vaux le Vicomte.  Les façades du château du Tremblay sont reprises ; les chaînages, aux encadrement des ouvertures, sont restitués ; le parc à l'anglaise est redessiné à la française. Après la mort de la comtesse Robert de Vogüe, en 1946, le château devient en 1947 la propriété de la ville de Neuilly-sur-Seine, qui l'affecte à ses œuvres sociales. Dans les années 1980, le domaine redevient propriété privée pour être aménagé en golf. Depuis 2010, c'est un centre de séminaires, hôtel et club de golf, dans le cadre de la société Chateauform. Les façades et toitures du château et des dépendances sont classées monument historique depuis un arrêté du 5 décembre 1979. Le parc, les intérieurs du château et des communs sont inscrits aux Monuments historiques depuis un arrêté du 11 février 1991. La paternité de sa conception a été restituée récemment à l'architecte François Mansart.

### Personnalités liées à la commune

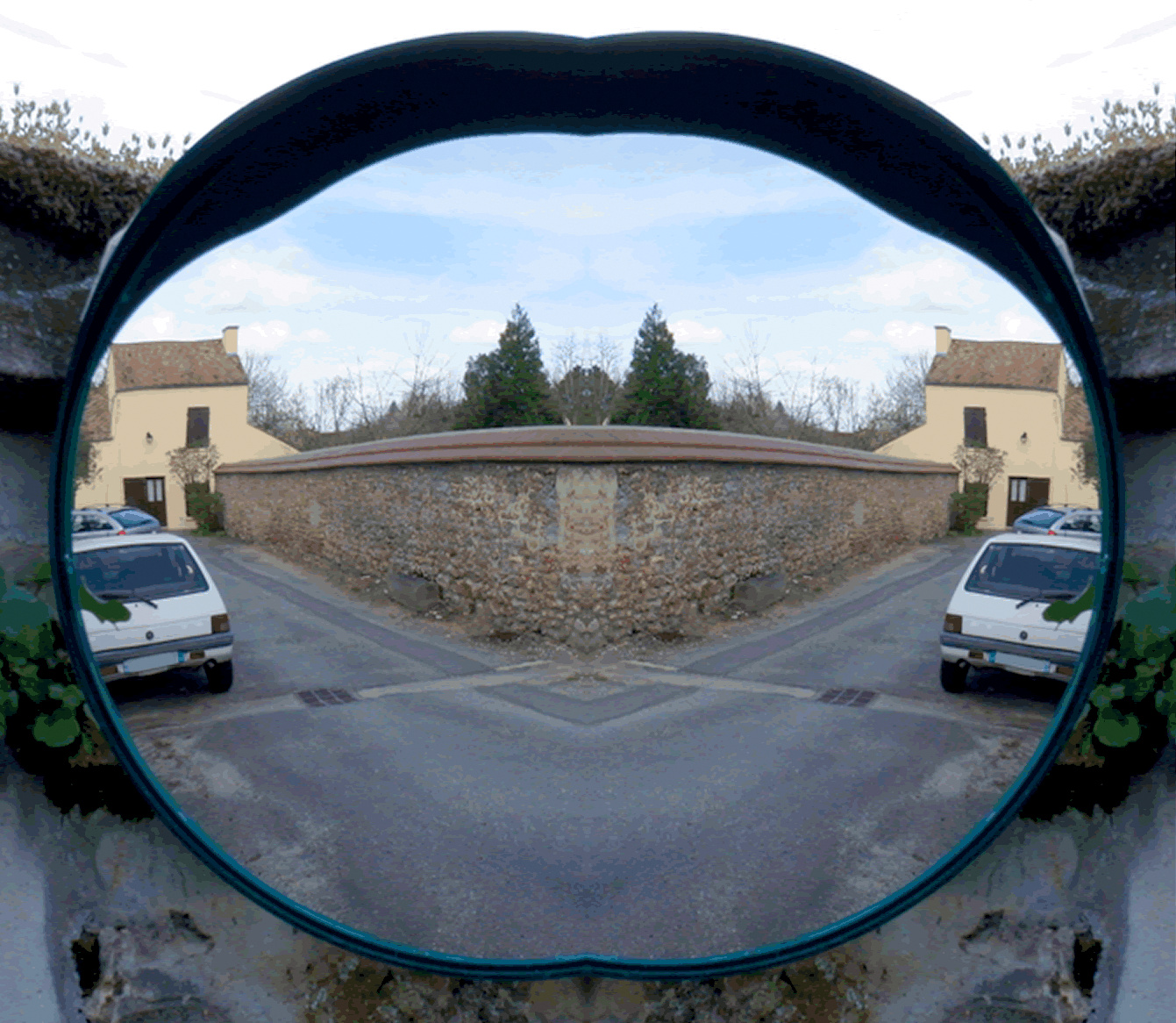
La « maison des champs » (à droite), où Cendrars écrivit L'Or.

- François Leclerc du Tremblay, le Père Joseph , ou encore L'éminence grise
- Olivier de Saint-Georges, marquis de Vérac (1768-1858), officier et homme politique français des XVIIIe et XIXe siècles, pair de France, gouverneur de Versailles, mort au château du Tremblay.
- Ambroise Vollard (1866-1939), grand marchand de tableaux et galeriste, a eu une résidence au Tremblay. Il est mort dans un accident de voiture à proximité de Versailles.
- Francis Picabia (1879-1953), peintre et écrivain français, a vécu au Tremblay de 1922 à 1924.
- Pablo Picasso (1881-1973), peintre espagnol, a résidé au Tremblay en 1936 dans une vieille ferme, proposée par Ambroise Vollard, où il avait installé son atelier et où il réalisa une série de tableaux[34].
- Blaise Cendrars (1887-1961), né Frédéric Louis Sauser, poète, romancier et journaliste suisse, naturalisé français en 1916, a eu une résidence, sa « petite maison des champs », au Tremblay à partir de 1920-1921, maison qui lui a été offerte par la comédienne Raymone Duchâteau, sa compagne. En octobre 1939, il fait paraître dans le magazine Elle un reportage sur les conséquences du début de la guerre sur la vie quotidienne au Tremblay. Puis il s'engage comme correspondant de guerre dans l'armée anglaise, abandonnant Paris et Le Tremblay-sur-Mauldre où sa « maison des champs » sera pillée par les Allemands. Il se retire à Aix-en-Provence pour ne plus jamais revenir au Tremblay[35]. La municipalité a fait transférer ses cendres au cimetière du Tremblay le 14 mai 1994. Elle a donné son nom à un espace polyvalent inaugurée en 2005, l'espace Blaise-Cendrars.
- Salah Stétié (1929-2020), écrivain, poète et diplomate libanais d'expression française, a habité de 1992 à sa mort au numéro 42 de la rue du Pavé.
- Omar Sy a épousé Hélène Sy au Tremblay-sur-Mauldre en 2007[36].